# Влюблённый манекен
«Влюблённый манекен» — советский фильм 1991 года режиссёра Виталия Макарова.
Одна из немногих, и, видимо, последняя, советская картина в формате 3D — стереоскопический фильм, снятый по киносистеме «Стерео-70».

## Сюжет
Юная манекенщица и финалистка конкурса красоты Наташа приезжает в Ялту, чтобы встретиться со своим импресарио и отправиться в круиз по Средиземному морю. Весть об этом становится началом череды многочисленных комических недоразумений и знакомству с мотоциклистом Женей, но, чтобы разобраться в своих чувствах, героям предстоит пройти через каскад приключений и гонки по горным дорогам от рэкетиров.

## В ролях
- Константин Пахомов — Женя Петров
- Анна Тихонова — Наташа Богданова
- Борис Щербаков — Александр Петров, отец
- Михаил Светин — Миша
- Илья Олейников — Александр Петров
- Светлана Немоляева — Эмма, соседка
- Людмила Хитяева — сестра
- Юрий Саранцев — майор милиции
- Станислав Стрелков — сержант милиции Ковалёв
- Сергей Силкин — Борис
- Татьяна Шелига — дворник

## Песни
В фильме звучат три песни Константина Пахомова — ранее известная «Вечер зажигает огни» и две, специально написанные для фильма.

## Рецензии
- Сергей Лаврентьев — Плоскостной вариант (О фильме «Влюблённый манекен») // Журнал «Столица», 1992 — стр.